# العلانی
العلانی یک شهرک در سوریه است که در استان ادلب واقع شده‌است.

## خصوصیات
العلانی ۳٬۲۷۹ نفر جمعیت دارد.